# Titron
Titron là một thị xã và là một nagar panchayat của quận Saharanpur thuộc bang Uttar Pradesh, Ấn Độ.

## Địa lý
Titron có vị trí 29°40′B 77°19′Đ / 29,67°B 77,32°Đ Nó có độ cao trung bình là 248 mét (813 feet).

## Nhân khẩu
Theo điều tra dân số năm 2001 của Ấn Độ, Titron có dân số 10.499 người. Phái nam chiếm 53% tổng số dân và phái nữ chiếm 47%. Titron có tỷ lệ 45% biết đọc biết viết, thấp hơn tỷ lệ trung bình toàn quốc là 59,5%: tỷ lệ cho phái nam là 55%, và tỷ lệ cho phái nữ là 33%. Tại Titron, 18% dân số nhỏ hơn 6 tuổi.